# Chris Gbandi
Chris Gbandi (Contea di Bong, 7 aprile 1979) è un ex calciatore liberiano, di ruolo centrocampista.

## Carriera

### Club

#### College
Gbandi praticò calcio universitario alla University of Connecticut, dove fu finalista per lo Hermann Trophy nel 1999 e nel 2001; ne vinse un'edizione nel 2000. Fu inserito nella First-Team All-America nel 2000 e nel 2001.

#### FC Dallas
Nello MLS SuperDraft 2002, Gbandi fu scelto dal Dallas Burn, ma saltò l'intero campionato 2002 poiché stava recuperando da un infortunio al legamento crociato anteriore. Tornò così nel 2003, quando registrò una rete e 2 assist nelle 22 partite disputate in squadra. Gbandi giocò altre 23 partite nella Major League Soccer 2004. Nel 2005, Gbandi fu impiegato dal primo minuto in tutte le sue 17 apparizioni. Nel 2006 giocò 28 partite e fu nominato miglior difensore della squadra. A fine anno, sostenne un provino con i norvegesi dello Start, che non portò ad alcun contratto. Il campionato 2007 fu l'ultimo a Dallas.

#### Haugesund
A febbraio 2008, fu annunciato il suo trasferimento ai norvegesi dello Haugesund, club militante nell'Adeccoligaen. Esordì in squadra il 6 aprile, quando fu titolare nel successo per 3-1 sul Notodden. Il 20 aprile segnò la prima rete, nel 3-1 inflitto al Nybergsund-Trysil.

#### Miami
Nel 2010, il calciatore tornò negli Stati Uniti, per giocare nel Miami FC, nella USSF Division 2.

### Nazionale
Gbandi conta 3 presenze per la Liberia.

## Palmarès

### Club

#### Competizioni nazionali
- 1. divisjon: 1

Haugesund: 2009

### Individuale
- Hermann Trophy: 1

2000